# CHEManager
CHEManager ist eine deutschsprachige Fach- und Wirtschaftszeitung für Führungskräfte in der chemischen und pharmazeutischen Industrie sowie den angrenzenden Branchen. Die Erstausgabe erschien 1992. CHEManager liefert mit 12 gedruckten Ausgaben pro Jahr mit einer Auflage von jeweils 40.000 Exemplaren wirtschaftliche Daten und Fakten über Unternehmen und Märkte der chemisch-pharmazeutischen Industrie, meinungsbildende Interviews über Strategie- und Managementthemen, Berichte über technologische Trends und innovative Produktapplikationen. Persönlichkeiten aus Wirtschaft, Wissenschaft und Politik nehmen regelmäßig Stellung zu aktuellen Themen. Im Juli 2022 veröffentlichte CHEManager die Sonderausgabe zum 30-jährigen Jubiläum.
Seit 2005 erscheint CHEManager auch mit englischsprachigen Ausgaben (Titel zunächst CHEManager Europe, seit 2014 CHEManager International). CHEManager International erscheint derzeit 4-mal pro Jahr mit einer Auflage von jeweils 50.000 Exemplaren. CHEManager International trägt der fortschreitenden Globalisierung und der Entwicklung neuer Märkte mit entsprechend global ausgerichteten Themen Rechnung. Zielgruppe sind wie bei der nationalen Ausgabe Führungskräfte in Chemie und Pharma, die Verbreitung erfolgt schwerpunktmäßig in Europa, aber auch darüber hinaus (Americas, Asia, Middle East).

## Ständige Themen
- Märkte & Unternehmen: Artikel und Interviews über Marktentwicklungen in der chemisch-pharmazeutischen Industrie.
- Strategie & Management: Artikel und Interviews über Unternehmensstrategien in den Bereichen Geschäftsmodelle, Innovation, Personal, u. a.
- Anlagenbau / Anlagenplanung: Dienstleistungen für den Anlagenbau, Engineering-Software, Bau von Prozessstufen und Nebenanlagen
- Komponenten für den Anlagen- und Apparatebau: Armaturen, Rohre, Schläuche, Dichtungen, Katalysatoren
- Automatisierung / MSR: Automatisierungslösungen für Prozess- und Fertigungsanlagen, Mess-, Steuer- und Regelgeräte für Prozessanlagen, Prozessanalytik, Prozessüberwachung, Sensortechnik
- Energie: Energiepolitik, Beschaffung / Handel, Contracting, Energiemanagement, Energietechnik, erneuerbare Energien
- Chemiehandel: Binnen-, Außen- und Spezialitätenhandel, Lagerung, Dienstleistungen, Recycling
- Chemikalien: Fein- und Spezialchemikalien, chemische Grundstoffe, petrochemische Rohstoffe
- Pumpen und Kompressoren: Verdränger- und Kreiselpumpen, z. B. Schlauch-, Dosier- und Fasspumpen, Vakuum-, Membran- und Tauchpumpen; Gebläse, Verdichter, Kompressoren u. a. drucklufttechnische Ausrüstungen
- Filter- und Trenntechnik: mechanische und thermische Verfahren zur Stofftrennung und Reinigung; Zentrifugen, Separatoren, Destillation, Kristallisation, Chromatographie
- Logistik: Dosieren, Fördern, Verpacken, Etikettieren, Transport- und Lagertechnik, Supply Chain Management, Dienstleistungen
- Schüttguttechnik: Mischer, Kneten, Rührer, Sieben, Mühlen, Partikelanalyse, Wiegen, Abfüllen, Verpacken
- Thermische Verfahren: Erhitzen und Kühlen, Trockner, Wärmeübertrager, Dämmtechnik, Klimaanlagen, Techn. Gase, Destillieren, Absorbieren
- Sicherheitstechnik: Arbeitsschutz, Explosions- und Brandschutz, Gefahrstoffhandling
- Industriestandorte: Ansiedlung von Unternehmen, Dienstleistungen am Standort
- Pharma: Anlagenbau, Engineering- und Consulting-Dienstleistungen, Prozesstechnik, IT-Lösungen, Verpackung, Auftragsproduktion, Pharma-Rohstoffe, Vertrieb und Logistik
- Analysentechnik: Geräte zur physikalischen und chemischen Analyse, Wäge- und Dosiertechnik, LIM-Systeme, Analytische Dienstleistungen
- Informationstechnologie: branchenspezifische Anwendungen für die Chemie-, Pharma- und Biotechindustrie (ERP, SCM, CRM, BI, LIM-Systeme)